# Bear River (Feather River)
Der Bear River ist ein linker Nebenfluss des Feather River in der Sierra Nevada. Er ist etwa 117 km lang und fließt zunächst in südwestlicher Richtung, bevor er nach Westen dreht. Auf seinem Weg von den Bergen der Sierra Nevada durchfließt oder berührt der Bear River vier Countys des US-Bundesstaats Kaliforniens: Yuba County, Sutter County, Placer County und Nevada County. Er bildet anfangs die Grenze zwischen Nevada und Placer County, später annähernd die Grenze zwischen Yuba und Placer County und am Ende zwischen Yuba und Sutter County.

## Verlauf
Der Bear River entspringt am Emigrant Gap an der Grenze zwischen Nevada und Placer County. Ein wenig nördlich der Quelle fließt der South Fork Yuba River vorbei, der am Donner Pass entspringt und kurz zuvor zum Lake Spaulding aufgestaut wird. Der South Fork Yuba River ist einer der Quellflüsse des Yuba River, der wie der Bear River in den Feather River mündet. Etwas weiter südlich der Quelle des Bear River fließt der North Fork American River, der mit weiteren Zuflüssen den American River bildet, wie auch der Feather River ein Zufluss des Sacramento River.
Der Bear River fließt an Dutch Flat vorbei, das 1851 von Deutschen gegründet wurde. Das Rollins Reservoir wurde 1965 aufgestaut. Nach Colfax erreicht er bei Meadow Vista den Lake Combie, einen Stausee aus den 1920er Jahren. Von dort fließt der Bear River westwärts zum Camp Far West Reservoir, aufgestaut im Jahr 1963. Ab dort liegt nördlich des Flusses Yuba County. Vorbei an Wheatland erreicht der Bear River bei Nicolaus den Sacramento River. Auf den letzten Kilometern liegt südlich des Flusses Sutter County.

## Geschichte
Das Gebiet des Bear River ist seit langem die Heimat der Nisenan.
Der Bear River durchfließt das kalifornische „Gold Country“ und war eines der reichsten Fundgebiete des kalifornischen Goldrauschs des 19. Jahrhunderts. Zu den wichtigsten Bergbaustandorten im Einzugsgebiet des Bear River gehörten You Bet, Red Dog, Dutch Flat, Gold Run, Waloupa, Little York und Chalk Bluff. Große Landflächen am Bear River wurden durch hydromechanische Gewinnung radikal verändert.

## Nutzung
Der Bear River wurde für die landwirtschaftliche Bewässerung, die Wasserversorgung der Ortschaften und die Energieerzeugung erheblich aufgestaut und umgeleitet. Die Wassermenge des Bear River wurde durch Umleitungen vom größeren Einzugsgebiet des Yuba Rivers im Norden verstärkt. Zahlreiche Stauseen und Kanäle in den Einzugsgebieten von Yuba River und Bear River stellen die Wasserversorgung sicher.